# Жупинешть (комуна)
Жупинешть, Жупинешті (рум. Jupânești) — комуна у повіті Горж в Румунії. До складу комуни входять такі села (дані про населення за 2002 рік):
- Боя (9 осіб)
- Відін (324 особи)
- Вієршань (970 осіб)
- Жупинешть (720 осіб)
- Пириу-Боя (410 осіб)

Комуна розташована на відстані 209 км на захід від Бухареста, 24 км на південний схід від Тиргу-Жіу, 68 км на північ від Крайови.

## Населення
За даними перепису населення 2002 року у комуні проживали 2433 особи, усі — румуни. Усі жителі комуни рідною мовою назвали румунську.
Склад населення комуни за віросповіданням:
| Релігія     | Кількість осіб | Відсоток |
| ----------- | -------------- | -------- |
| православні | 2432           | > 99,9%  |
| реформати   | 1              | < 0,1%   |